# خط توبو اسکای‌تری
خط توبو اسکای‌تری انگلیسی: 東武スカイツリーライン Tōbu Sukaitsurii-rain یک خط راه‌آهن ژاپنی وابسته به شرکت راه‌آهن توبو است. این شرکت ایستگاه آساکوسا در توکیو را به ایستگاه توبو-دوبوتسو-کوئن در استان سایتاما متصل می‌کند.